# Костов, Тодор (певец)
Тодор Христов Костов (24 августа 1928, Варна, Третье Болгарское царство — 1 января 2009, там же) — болгарский оперный певец. Лауреат Димитровской премии.

## Биография
В 1952 году окончил Варненское музыкальное училище «Добри Христов».
Дебютировал в марте 1953 года на сцене Варненского оперного театра в роли Каварадосси в опере Джакомо Пуччини «Тоска».
Выступал на сцене Софийская оперы и многих оперных театров в Болгарии и за рубежом (Румыния (1956), Чехословакия (1957), СССР (1958, 1961), СФРЮ и Бельгия (1959)). В 1959 году Т. Костов стажировался в Риме.
За 37-летнюю артистическую карьеру Тодор Костов воплотил более 30 оперных партий, в том числе:
- Дон Хозе «Кармен» Ж. Бизе,
- Манрико, трубадур «Трубадур» Джузеппе Верди,
- Ричард «Бал-маскарад» Джузеппе Верди,
- Радамес «Аида» Джузеппе Верди,
- Дон Карлос одноименная опера Джузеппе Верди,
- Фауст одноименная опера Шарля Гуно,
- Туридду «Сельская честь» Пьетро Масканьи,
- Каварадосси "Тоска Джакомо Пуччини,
- Пинкертон «Мадам Баттерфляй» Джакомо Пуччини,
- Герман «Пиковая дама» Петра Чайковского .

## Награды
- Орден «Кирилл и Мефодий» I степени
- Димитровская премия
- Заслуженный артист БНР
- Народный артист БНР.
- Первая премия и золотая медаль на V Всемирном фестивале молодёжи и студентов в Варшаве (1955)
- Медаль Министерства культуры Болгарии
- Почётный гражданин г. Варна